# Lista de membros associados da Academia Brasileira de Ciências empossados em 1987
Esta lista contém os nomes dos membros associados da Academia Brasileira de Ciências empossados em 1987. 
A categoria de associados foi extinta na reforma estatutária ocorrida em 1999. Ambas as categorias titular e associado são de caráter vitalício. 
| Imagem | Nome         | Datas de nascimento e falecimento          | Local de nascimento | Área de especialização | Alma mater | Data de posse          | Conhecido por | Referências |
| ------ | ------------ | ------------------------------------------ | ------------------- | ---------------------- | ---------- | ---------------------- | --- | ----------- |
|        | Oscar Rösler | 03 de dezembro de 1938 27 de junho de 2018 | Mafra, SC           | Ciências da Terra      | UFRGS      | 17 de dezembro de 1987 | Fundou o Centro Paleontológico da Universidade do Contestado e o Museu da Terra e da Vida (1997). Foi orientado por Josué Camargo Mendes. | [ 3 ] [ 4 ] |